# Международная горноспасательная организация
Международная горноспасательная организация создана мае 2001 года представителями горноспасательных служб 9 стран (Чешской Республики, Франции, США, Румынии, Словакии, Южной Африки, Австралии, Великобритании, Польши), а первая конференция IMRB прошла в октябре 2003 году в Йоханнесбурге (ЮАР). В состав организации вошли представители еще 5 стран: Германии, Канады, Китая, Украины и Индии. В 2005 приняты Австралия и Норвегия . В 2007 начал функционировать сайт. В 2011 в организацию приняты Россия, Вьетнам, Монголия, Замбия, Австрия. С 2013 проводятся международные горноспасательные соревнования.

## Международные горноспасательные конференции
- 2003- Йоханнесбург
- 2005- Сидней
- 2007 - Нэшвилл
- 2009 - Острава
- 2011 - Пекин
- 2013 - Ниагара Фоллз (Канада)
- 2015 - Ганновер
- 2017 - Москва, Санкт-Петербург, Новокузнецк
- 2019 - Богота

## Руководство
- Алекс Груска - секретарь-казначей.